# Danny Saucedo
Danny Saucedo, pseudonimo di Daniel Gabriel Alessandro Saucedo Grzechowski (Stoccolma, 25 febbraio 1986), è un cantante svedese.

## Biografia
Danny nasce a Stoccolma da madre boliviana e padre polacco.
Nel 2006 è un finalista di Idol, talent show svedese. Entra poi in seguito a far parte del trio pop E.M.D.. Partecipa nel 2008 all'Eurovision Dance Contest con Jeanette Carlsson e si posiziona 12º. Partecipa al Melodifestivalen classificandosi prima 3º nel 2009 e poi 2º due volte di fila nel 2011 e 2012. Nell'edizione 2013 invece è presentatore insieme a Gina Dirawi.

## Discografia

### Solista

#### Album
| Anno | Album                                    | Posizione (SVE) |
| ---- | ---------------------------------------- | --------------- |
| 2007 | Heart Beats                              | 1               |
| 2008 | Set Your Body Free                       | 2               |
| 2011 | In the Club                              | 3               |
| 2015 | Hör Vad Du Säger Men Har Glömt Vad Du Sa | -               |

#### Singoli
| Anno | Singolo                      | Peak posizione | Peak posizione | Album                    |
| Anno | Singolo                      | SWE            | POL            | Album                    |
| ---- | ---------------------------- | -------------- | -------------- | ------------------------ |
| 2006 | Öppna din dörr               | 24             | -              | Det bästa från Idol 2006 |
| 2007 | Tokyo                        | 1              | 6              | Heart Beats              |
| 2007 | Play It for the Girls        | 1              | -              | Heart Beats              |
| 2007 | If Only You (feat. Therese)  | 3              | 1              | Heart Beats              |
| 2007 | Hey                          | -              | 12             | Heart Beats              |
| 2008 | Radio                        | 1              | 28             | Set Your Body Free       |
| 2009 | Need to Know                 | 39             | -              | Set Your Body Free       |
| 2009 | All on You                   | 17             | -              | Set Your Body Free       |
| 2009 | Emely (feat. Sasha Strunin)  | -              | 2              | Set Your Body Free       |
| 2009 | Just Like That (feat. Lazee) | -              | 68             | Set Your Body Free       |
| 2011 | In Your Eyes                 | -              | -              | In the Club              |
| 2011 | In the Club                  | 2              | -              | In the Club              |

### E.M.D.

#### Album
- 2008: A State of Mind
- 2009: A State of Mind (Deluxe Edition)
- 2009: Välkommen hem
- 2010: Rewind

#### Singoli
- 2007: All for Love
- 2008: Jennie Let Me Love You
- 2008: Alone
- 2009: Baby Goodbye
- 2009: Youngblood
- 2009: Välkommen hem
- 2010: Save Tonight
- 2010: What Is Love